# Shīneh-ye Soflá
Shīneh-ye Soflá (persiska: شینه سفلی) är en ort i Iran.   Den ligger i provinsen Lorestan, i den västra delen av landet, 400 km sydväst om huvudstaden Teheran. Shīneh-ye Soflá ligger 1 435 meter över havet och antalet invånare är 138.
Terrängen runt Shīneh-ye Soflá är huvudsakligen kuperad, men söderut är den bergig.Runt Shīneh-ye Soflá är det ganska tätbefolkat, med 72 invånare per kvadratkilometer. Närmaste större samhälle är Roftkhān, 11,9 km söder om Shīneh-ye Soflá. Omgivningarna runt Shīneh-ye Soflá är i huvudsak ett öppet busklandskap.